# Jonathan Darby
Jonathan Darby (* im 20. Jahrhundert) ist ein britischer Filmregisseur, Drehbuchautor und Filmproduzent, der 1993 für einen Oscar nominiert war.

## Berufliches
Über Darby ist außerhalb seiner Filmarbeiten so gut wie nichts bekannt. Erstmals machte er mit der Folge For Days in Summer aus der Dokumentarfilmreihe Under the Sun, die im Juni 1989 im Fernsehen lief, auf sich aufmerksam. Er führte Regie bei der zweiten Folge der ersten Staffel der Serie.
Der 1992 entstandene Kurzfilm Contact, bei dem Darby Regie führte und auch das Drehbuch schrieb, wurde im Jahr 1993 für einen Oscar nominiert. Im Mittelpunkt des Films stehen ein amerikanischer und ein arabischer Soldat, gespielt von Brad Pitt und Elias Koteas, die für eine kurze Zeitspanne verdrängen, dass sie auf verschiedenen Seiten stehen. Der Oscar ging jedoch an Sam Karmann und dessen Film Omnibus. Darin geht es um einen Mann und dessen Probleme, seine Arbeitsstelle rechtzeitig zu erreichen, da alles andere weitreichende Konsequenzen nach sich ziehen würde. Bei dem 1994 veröffentlichten Fernsehfilm Der Feind in den eigenen Reihen führte Darby Regie. Forest Whitaker spielt darin einen Colonel, der eine Verschwörung aufdecken muss, die sich gegen den amtierenden Präsidenten richtet. Für den Thriller Eisige Stille von 1998 schrieb Jonathan Darby das Drehbuch und übernahm auch die Regie. Jessica Lange und Gwyneth Paltrow spielten die Hauptrollen in dem Film, in dem es Paltrow in ihrer Rolle mit einer seltsamen Schwiegermutter (Jessica Lange) zu tun bekommt und es letztendlich sogar um Leben und Tod geht. Für den im darauffolgenden Jahr veröffentlichten Film Virtual Sexuality – Cyber-Love per Click trat Darby als Ausführender Produzent auf. Laura Fraser schafft sich in ihrer Rolle als Justine ihren ganz persönlichen Traumtypen.
Der dramatische Kurzfilm The Angel of Chilside Road stand 2004 auf Darbys Arbeitsliste. Was er danach tat, ist nicht bekannt.

## Filmografie (Auswahl)
- 1989: Under the Sun (Fernseh-Dokumentarfilm, Folge Four Days in Summer; Regie)
- 1992: Contact (Kurzfilm; Autor, Regie)
- 1994: Der Feind in den eigenen Reihen (The Enemy Within; Fernsehfilm; Regie)
- 1998: Eisige Stille (Hush; Regie, Autor)
- 1999: Virtual Sexuality – Cyber-Love per Click (Ausführender Produzent)
- 2004: The Angel of Chilside Road (Kurzfilm; Regie, Autor)

## Auszeichnungen
Academy Awards, USA 1993
- Oscarnominierung für und mit dem Film Contact gemeinsam mit Jana Sue Memel in der Kategorie „Bester Kurzfilm“

Heartland International Film Festival 1993
- ausgezeichnet mit dem Crystal Heart Award für  und mit dem Film Contact